# Djoliba AC
Djoliba AC is een voetbalclub uit de Malinese hoofdstad Bamako. 
De club werd in 1960 opgericht na een fusie tussen Africa Sport en Foyer du Soudan. Samen met Stade Malien is Djoliba de succesvolste club van het land. Foyer du Soudan was in 1954 finalist in de Beker van Frans-West-Afrika.
In de jaren 70 werd de club geholpen door kapitein Tiekoro Bagayoko die steun kreeg van de dictator Moussa Traoré, in deze tijd werd de club sterk gemaakt en na het vertrek van Bagayoko in 1978 bleef de club succesvol.

## Erelijst
- Landskampioen

in 1960, 1966, 1967, 1971, 1973, 1974, 1975, 1976, 1979, 1982, 1985, 1988, 1990, 1992, 1996, 1997, 1998, 1999, 2004, 2008, 2009, 2012, 2022, 2024
- Beker van Mali

winnaar in 1965, 1971, 1973, 1974, 1975, 1976, 1977, 1978, 1981, 1983, 1993, 1996, 1998, 2003, 2004, 2007, 2008, 2009
finalist in 1964, 1980, 1984, 1985 1986, 1988, 1989, 1990, 2005, 2013
- CAF Confederation Cup

finalist in 2012